# Łukasz Chmielewski
Łukasz Marek Chmielewski (ur. w 1975 w Łodzi) – profesor sztuki w dyscyplinie sztuki plastyczne i konserwacja dzieł sztuki. Zajmuje się malarstwem, kaligrafią i grafiką.

## Życiorys
Ukończył studia w Akademii Sztuk Pięknych w Łodzi w 2000. 
Po ukończeniu studiów podjął pracę w macierzystej uczelni w Pracowni Projektowania Plakatu. 
Doktoryzował się w Akademii Sztuk Pięknych w Łodzi w dziedzinie sztuk plastycznych/ grafiki, w 2004.
Stopień doktora habilitowanego uzyskał w Akademii Sztuk Pięknych w Łodzi w 2010. 
Od 2014 kieruje Pracownią Projektowania Krojów Pism i Kaligrafii na Wydziale Sztuk Projektowych Akademii Sztuk Pięknych w Łodzi. 
W okresie 27 września 2012 do 30 października 2014 był wykładowcą w Szkole Wyższej VIAMODA w Warszawie.
W latach 2019 - 2024 był dyrektorem Instytutu Projektowania Graficznego na Wydziale Sztuk Projektowych  Akademii Sztuk Pięknych w Łodzi. Od 2024 kieruje Pracownią Form Literniczych na Wydziale Sztuk Projektowych Akademii Sztuk Pięknych w Łodzi.

## Nagrody i wyróżnienia
Poniżej wybór ważniejszych nagród dla Chmielewskiego; pełny zestaw twórczości i nagród: Osiągnięcia artystyczne: prof. dr hab. Łukasz Chmielewski.
- III Nagroda podczas 10. Międzynarodowego Biennale Miniatury 2018 w Częstochowie za zestaw grafik Medytacje[10].

- 4th International Poster Contest 2018, Museum of Typography, Chania, Grecja - Wyróżnienie honorowe za plakat na temat typografii i druku - wyselekcjonowano 30 wyróżnień spośród 570 zgłoszeń[11].

- 5th International Poster Contest 2019, Museum of Typography, Chania, Grecja - Wyróżnienie honorowe za plakat, zdigitalizowany obraz akrylowy na płótnie Typography: Window to the World - wyselekcjonowano 30 wyróżnień spośród 530 zgłoszeń[12].

- Międzynarodowy Konkurs na plakat społeczny[b] Mut zur Wut, 2019, Heidelberg, Niemcy. Konkurs na plakat społeczny na temat niszczycielskiego wpływu cywilizacji na środowisko naturalne człowieka oraz wpływ tych zmian na relacje społeczne. Laureat wśród 30 zwycięskich prac. Na konkurs nadesłano 3120 plakatów od 1520 zgłaszających się do konkursu projektantów z 66 państw[13][14].

- III Nagroda podczas 11. Międzynarodowego Biennale Miniatury 2020 w Częstochowie za pracę Nieme objawienia 2[15][16].

- I Nagroda w V International Mini Print Cantabria The Sea and the Lighthouses, 2022, za cykl trzech miniatur  Silence of the Light II, Cantabria, Hiszpania[17].

- I Nagroda przyznana przez Stowarzyszenie Bibliotekarzy Polskich 2024 z Plakat promujący XXI Ogólnopolski Tydzień Bibliotek[18].

- Nagroda - Brązowy Medal "Bronze Stellar" w międzynarodowym konkursie Poster Stellars w USA, 2024, Stella Elkins Tyler Gallery, Philadephia[19].

- I Nagroda w konkursie na miniaturę graficzną Mini Print Reus Fortuny 2024, za cykl trzech miniatur graficznych, wykonanych techniką cyfrową, o nazwie "Room 39_4" przedstawiających zjawisko energii rozumianej jako pojęcie leżące u podstaw aktu każdej kreacji, Reus, Hiszpania[20].

## Wystawy i inne prace
Poniżej wybór ważniejszych wystaw i innych prac Chmielewskiego; pełny zestaw twórczości i nagród: Osiągnięcia artystyczne: prof. dr hab. Łukasz Chmielewski.
- 2022 (marzec), Momentum.Łukasz Chmielewski – malarstwo, indywidualna wystawa retrospektywna, Ośrodek Promocji Sztuki Gaude Mater w Częstochowie[1],

- 2022, La Peru Design Biennial, Museo Santo Domingo, Lima, Peru[5].

- 2022 (marzec), Generacja 2.0. Co nam zostało po Polskiej Szkole Plakatu?, wystawa plakatu, Galeria Stara Kotłownia, Uniwersytet Warmińsko-Mazurski, Olsztyn[21].

- 2022 (kwiecień), Zaistniałe w ciszy, wystawa, Galeria BWA w Sieradzu[22].

- 2022 (lipiec), Open cities. Madridgráfica 22, An annual meeting in Madrid with the best graphic design in the world[5].

- 2022 (sierpień), Posterists in the World, International Poster Competition & Exhibition, La Asociatión Peruana de Diseño, Peru[23].

- 2022 (wrzesień - październik), 12. Międzynarodowe Biennale Miniatury, Ośrodek Promocji Kultury Guade Mater, Częstochowa[24].

- 2022 (listopad), INNI – wystawa artystów z Wydziału Sztuk Projektowych ASP w Łodzi. Galeria Neon, Wrocław[25].

- 2022 (grudzień), 12 Międzynarodowe Biennale Miniatury, Muzeum Stanisława Staszica w Pile[26].

- 2023 (marzec) Projekt & Muzyka. Wystawa prac studentów i pedagogów ASP w Łodzi, Teatr Muzyczny w Łodzi[27].

- 2023 (maj), Plakaty z Archiwum ASP w Łodzi, plakaty powstałe w latach 2002-2022, Galeria Kobro, Łódź[28].

- 2023 (maj-czerwiec), Ruchy wahadłowe, wystawa dydaktyków z kierunku Grafika Akademii Humanistyczno-Ekonomicznej w Łodzi, Muzeum Regionalne w Brzezinach[29].

- 2023 (czerwiec) 12 Międzynarodowe Biennale Miniatury, wystawa miniatury, Galeria Centrum, Nowohuckie Centrum Kultury, Kraków[30].

- 2023 (czerwiec)  Poznań Art Week 2023, Lokalnie - tematyczna wystawa plakatu, Brama Poznania, Poznań[31].

- 2024, AI Futures: Creativity Meets Technology - The Cultural and Scientific Association (NADWA), Dubaj, Zjednoczone Emiraty Arabskie[32].

- 2025 (kwiecień), Lapidaria. Łukasz Chmielewski – malarstwo. Muzeum Częstochowskie[33].

## Publikacje
- Katarzyna Caban-Piaskowska, Łukasz Chmielewski. Komunikacja wizualna w nauce o zarządzaniu na przykładzie posteru naukowego. „Zarządzanie Mediami”. 8, s. 453-463, 2020.
- Łukasz Chmielewski: Pracownia Projektowania Krojów Pism i Kaligrafii. W: Wojciech Regulski (red.): Dydaktyka typografii: uczyć litery/uczyć literą.. Kraków: Pracownia Liternictwa i Typografii Akademii Sztuk Pięknych w Krakowie, 2019, s. 180. [dostęp 2025-06-29].